# Радиационен пояс на Ван Алън
Радиационен пояс на Ван Алън, известен и като пояс на Ван Алън или радиационен пояс на Земята представлява област от магнитосферата на нашата планета с високо съдържание на високоенергийни заредени частици – предимно протони и електрони. Теоретични предположения за съществуването на подобен обект са правени от норвежките физици Кристиан Биркеланд и Карл Щьормер, които изучават полярното сияние. Експерименталното потвърждение идва с данните от първите изкуствени спътници (Спутник-1 и Explorer 1). Джеймс ван Алън, който е приложил монтирането на измервателна апаратура в американските сателити  публикува първи резултатите и неговото име трайно се свързва с находката. В действителност, основните радиационни пояси на Земята са два и представляват с добро приближение тороиди. Простират се на височини от около 500 до 65 000 km  над повърхността, в които нивата на радиация се изменят. Затова съществуват различни данни за точното им разположение, както и за границите, в които варират:
- вътрешен – намира се на височина ~ 4000 km (от 700 до 12 000 km), състои се предимно от протони с енергия от порядъка на над 100 MeV;
- външен – на височина ~ 17 000 km (от 13 000 km до 65 000 km), състоящ се предимно от електрони с енергия 0,1–10 MeV;

Височината на долната граница на радиационния пояс на една и съща географска ширина се променя по дължина поради наклона на оста на магнитното поле на Земята към оста на въртене на Земята, както и на една и съща географска дължина се променя по ширина поради до присъщата форма на радиационния пояс, определена от различната височина на силовите линии на магнитното поле на Земята. Например над Атлантическия океан нарастването на интензивността на излъчване започва на височина 500 km, а над Индонезия на височина 1300 km. Ако тези графики се построят в зависимост от магнитната индукция, тогава всички измервания ще се наложат на една крива, което още веднъж потвърждава магнитната природа на улавянето на частиците.
Между вътрешния и външния радиационен пояс има пролука, разположена в интервала от 2 до 3 земни радиуса. Потоците от частици във външния пояс са по-големи, отколкото във вътрешния.
Смята се, че повечето от частиците в поясите идват от слънчеви ветрове.  Улавяйки слънчевите ветрове, земното магнитно поле отразява и задържа тези енергийни частици и защитава атмосферата на Земята от разрушаване. Поясите представляват заплаха за сателитите, чиито чувствителни елементи трябва да бъдат защитавани със съответни материали, ако прекарват значително време близо до тази област.
По принцип се счита, че вътрешният пояс и външният пояс са образувани от различни процеси. Вътрешният, съставен основно от високоенергийни протони (над 100 MeV), е продукт от разпадането на т.нар. „албедо“ неутрони, които на свой ред произлизат от сблъсъци на космически лъчи в горната част на атмосферата. Външният пояс е съставен главно от високоенергийни електрони (0,1–10 MeV). Те пристигат след геомагнитни бури и се получават енергията си чрез взаимодействия между вълни и частици.
На 30 август 2012 г. от космодрума на нос Канаверал на високоелиптична орбита с височина на апогея около 30 000 km НАСА извежда две идентични сонди RBSP (Radiation Belt Storm Probes), предназначени за изучаване на радиационните пояси. Впоследствие те са преименувани на „сонди Ван Алън“ (Van Allen Probes). Един от основните резултати от тази мисия е откриването през 2013 г. на преходен, трети радиационен пояс, който се наблюдава в продължение на четири седмици, преди да бъде унищожен от мощна ударна вълна от слънчев вятър.
Терминът се отнася специално за радиационните пояси около Земята, но подобни пояси са открити и около други планети. Слънцето не може да поддържа дълготрайни радиационни пояси, тъй като няма стабилно, глобално, диполно поле. Земната атмосфера ограничава частиците на поясите до региони над 200 – 1000 km, докато външната им максимална граница е около 8 земни радиуса. 